# Абдалла Сіма
Абдалла Діпо Сіма (фр. Abdallah Dipo Sima, нар. 17 червня 2001, Дакар, Сенегал) — сенегальський футболіст, нападник англійського клубу «Брайтон енд Гоув Альбіон» та національної збірної Сенегалу.
На правах оренди грає за французький клуб «Брест».

## Ігрова кар'єра

### Клубна
Абдалла Сіма народився у місті Дакар і вже в юнацькому віці перебрався до Європи, де проходив стажування в молодіжний командах французького «Евіана» та чеського «Сілон Таборсько». Влітку 2020 року празька «Славія» запросила нападника до складу своєї другої команди.
Вже у вересні того року Сіма дебютував в першій команді «Славії» у матчі чемпіонату Чехії. Також в тому сезоні футболіст виступав у матчах Ліги Європи.
Вже через рік Сіма перейшов до англійського «Брайтон енд Гоув Альбіон», з яким підписав контракт на чотири роки. І одразу був відправлений в оренду до клубу «Сток Сіті», де за сезон провів лише дві гри. Наступний сезон нападник також грав в оренді - у французькому «Анже». Повернувшись з оренди влітку 2023 року, Сіма одразу був відправлений втретє в оренду. Цього разу його клубом став шотландський «Рейнджерс». 5 серпня 2023 року Сіма зіграв першу гру в складі «Рейнджерс» у чемпіонаті Шотландії.

### Збірна
26 березня 2021 року у матчі відбору до Кубку африканських націй проти Конго Абдалла Сіма дебютував у національній збірній Сенегалу.
Футболіст брав участь у матчах фінального етапу Кубку африканських націй в січні 2024 року у Кот-д'Івуарі.

## Статистика виступів

### Статистика виступів за збірну
Станом на 9 вересня 2024 року
| Дата      | Місто      | Господарі        | Результат | Гості    | Турнір                                  | Голи | Примітки |
| --------- | ---------- | ---------------- | --------- | -------- | --------------------------------------- | ---- | -------- |
| 26-3-2021 | Браззавіль | Республіка Конго | 0 – 0     | Сенегал  | Відбір до Кубка африканських націй 2021 | -    | 79'      |
| 30-3-2021 | Тієс       | Сенегал          | 1 – 1     | Есватіні | Відбір до Кубка африканських націй 2021 | -    | 65'      |
| 1-9-2021  | Тієс       | Сенегал          | 2 – 0     | Того     | Відбір до ЧС 2022                       | -    | 82'      |
| 7-9-2021  | Браззавіль | Республіка Конго | 1 – 3     | Сенегал  | Відбір до ЧС 2022                       | -    | 61'      |
| 8-1-2024  | Діамніадіо | Сенегал          | 1 – 0     | Нігер    | товариський матч                        | -    | 61'      |
| 6-6-2024  | Діамніадіо | Сенегал          | 1 – 1     | ДР Конго | Відбір до ЧС 2026                       | -    | 78'      |
| 9-6-2024  | Нуакшот    | Мавританія       | 0 – 1     | Сенегал  | Відбір до ЧС 2026                       | -    | 90+10'   |
| 9-9-2024  | Лілонгве   | Бурунді          | 0 – 1     | Сенегал  | Відбір до Кубка африканських націй 2025 | -    | 90'      |
| Усього    |            | Матчів           | 8         |          | Голів                                   | 0    |          |

## Титули
Славія
 Чемпіон Чехії: 2020/21
 Переможець Кубка Чехії: 2020/21
Рейнджерс
 Переможець Кубка шотландської ліги: 2023/24